# بريان دويل
بريان دويل (بالإنجليزية: Bryan Doyle)‏ (20 أكتوبر 1968 بملبورن في أستراليا - ) هو لاعب كريكت أسترالي. لعب مع فريق فكتوريا للكريكت.

## وصلات خارجية
- بريان دويل على موقع إي آس بي آن كريك إنفو (الإنجليزية)